# Leucania changi
Leucania changi är en fjärilsart som beskrevs av Shigero Sugi 1992. Leucania changi ingår i släktet Leucania och familjen nattflyn. Inga underarter finns listade i Catalogue of Life.